# Vol Hop-A-Jet 823
Le vol Hop-A-Jet 823 est un vol charter américain, affrété par Hop-A-Jet, reliant Columbus, dans l'Ohio, à Naples, en Floride, qui s'est écrasé peu avant l'atterrissage, le 9 février 2024, après que l'équipage du Bombardier Challenger 604 a signalé une panne des deux moteurs et a tenté d'effectuer un atterrissage d'urgence sur l'Interstate 75. Les deux pilotes ont été tués, mais les deux passagers et l'unique agent de bord dans la cabine ont survécu.

## Contexte

### Avion
L'aéronef impliqué est un Bombardier Challenger 604 immatriculé N823KD (numéro de série 5584). L'avion a été construit en 2004 et peut transporter jusqu'à 12 passagers. Il appartient à East Shore Aviation LLC et est alors exploité par Ace Aviation Services, qui assure ses vol sous le nom de Hop-A-Jet Worldwide Jet Charter, une société de voyages en jet privé basée à Fort Lauderdale, en Floride. L'inspection de maintenance la plus récente effectuer sur l'avion a été effectuée le 5 janvier 2024, date à laquelle il cumulé un total de 9 763 heures de vol.

### Équipage
Le vol 823 est supervisé par le commandant de bord Edward Daniel Murphy (50 ans) et le copilote Ian Frederick Hofmann (65 ans). Le commandant Murphy totalise 10 525 heures de vol, dont 2 808 heures sur Bombardier Challenger 600. Le copilote Hofmann compte 24 618 heures de vol, dont 138 heures sur Bombardier Challenger 600.

## Accident
Alors que le vol 823 est en approche vers l'aéroport municipal de Naples, les pilotes ont signalé par radio aux contrôleurs aériens que les deux moteurs sont tombés en panne, ajoutant plus tard qu'ils ne pourraient pas atteindre la piste. 
Les pilotes ont tenté d'atterrir sur l'Interstate 75, près du kilomètre 107. Alors que l'avion se rapprocher de l'autoroute, il est entré en collision avec deux voitures, a pris feu et s'est immobilisé contre un mur de béton en bordure des voies, en direction sud.
Les deux pilotes ont été tués sur le coup, mais les deux passagers et l'hôtesse de l'air à bord ont survécu. L'hôtesse de l'air a pu aider les passagers à évacuer via la porte du compartiment à bagages, située à l'arrière de l'avion. Le conducteur d'un des véhicule au sol, agé de 48 ans, a été légèrement blessé et a été transporté à l'hôpital local. L'avion a été en grande partie par l'incendie qui a suivi l'accident.

## Enquête
Le Conseil national de la sécurité des transports (NTSB) mène une enquête sur l'accident. La Federal Aviation Administration (FAA), GE Aerospace, Hop-A-Jet Worldwide Jet Charter, Bombardier Inc. et le Bureau de la sécurité des transports du Canada (BST) apportent leur soutien à l'enquête.
Les voies sud de l'Interstate 75 sont restées fermées jusqu'au 11 février, le temps que les équipes examinent l'épave de l'appareil. Avant la réouverture de l'autoroute, l'épave a été transférée dans un centre sécurisé à Jacksonville pour un examen plus approfondi. Le NTSB a indiqué qu'elle enverrait également l'enregistreur de paramètres (FDR) et l'enregistreur phonique (CVR) à son siège à Washington DC.